# جان وان رین
 جان وان رین (انگلیسی: John Van Ryn؛ زاده ۳۰ ژوئن ۱۹۰۵ درگذشته ۷ اوت ۱۹۹۹) یک تنیس‌باز اهل ایالات متحده آمریکا بود.